# Cimetière militaire de Bellevue-Virton
 (juin 2021).
Si vous disposez d'ouvrages ou d'articles de référence ou si vous connaissez des sites web de qualité traitant du thème abordé ici, merci de compléter l'article en donnant les références utiles à sa vérifiabilité et en les liant à la section « Notes et références ».
Le cimetière militaire de Bellevue (commune de Virton), dans la province de Luxembourg (Belgique), est le lieu où sont inhumés près de 4000 soldats morts durant la Première Guerre mondiale.  Le cimetière se trouve sur la route N 875, à deux kilomètres au nord du centre-ville de Virton, près du hameau de Bellevue.

## Histoire
En août 1914, il y eut de sanglantes batailles entre les troupes françaises et allemandes dans la région de Virton. Durant l’occupation (en février 1916) , les autorités allemandes demandèrent au conseil municipal de Virton d’établir un certain nombre de cimetières militaires. Il y en eut trois, soit Bellevue, le  154e -Allemand, La Chamberlaine et (peut-être...) un quatrième: La Houblonnière.
Vers 1920, à la demande des familles, le gouvernement français organisa le rapatriement des corps des soldats français morts en Belgique. Beaucoup sont inhumés dans leur village natal.
Aujourd’hui seul Bellevue est préservé. Les cimetières de La Chamberlaine et du 154e-allemand ont été désaffectés. Tous les corps se trouvent à Bellevue. On y dénombre 1650 tombes dont 1288 sont allemandes, 288 françaises, 28 autrichiennes, 29 italiennes et 17 russes. Dans un ossuaire sont rassemblés les restes mortels de 2139 soldats français dont l’identité est inconnue. Un autre ossuaire allemand en contient 306.